# Obsjtina Dragoman
Obsjtina Dragoman (bulgariska: Община Драгоман) är en kommun i Bulgarien. Den ligger i regionen Sofijska oblast, i den västra delen av landet, 40 km nordväst om huvudstaden Sofia.
Obsjtina Dragoman delas in i:
- Gaber
- Kalotina

Följande samhällen finns i Obsjtina Dragoman:
- Dragoman

Trakten runt Obsjtina Dragoman består till största delen av jordbruksmark. Runt Obsjtina Dragoman är det ganska tätbefolkat, med 52 invånare per kvadratkilometer.